# Der kleine Spirou

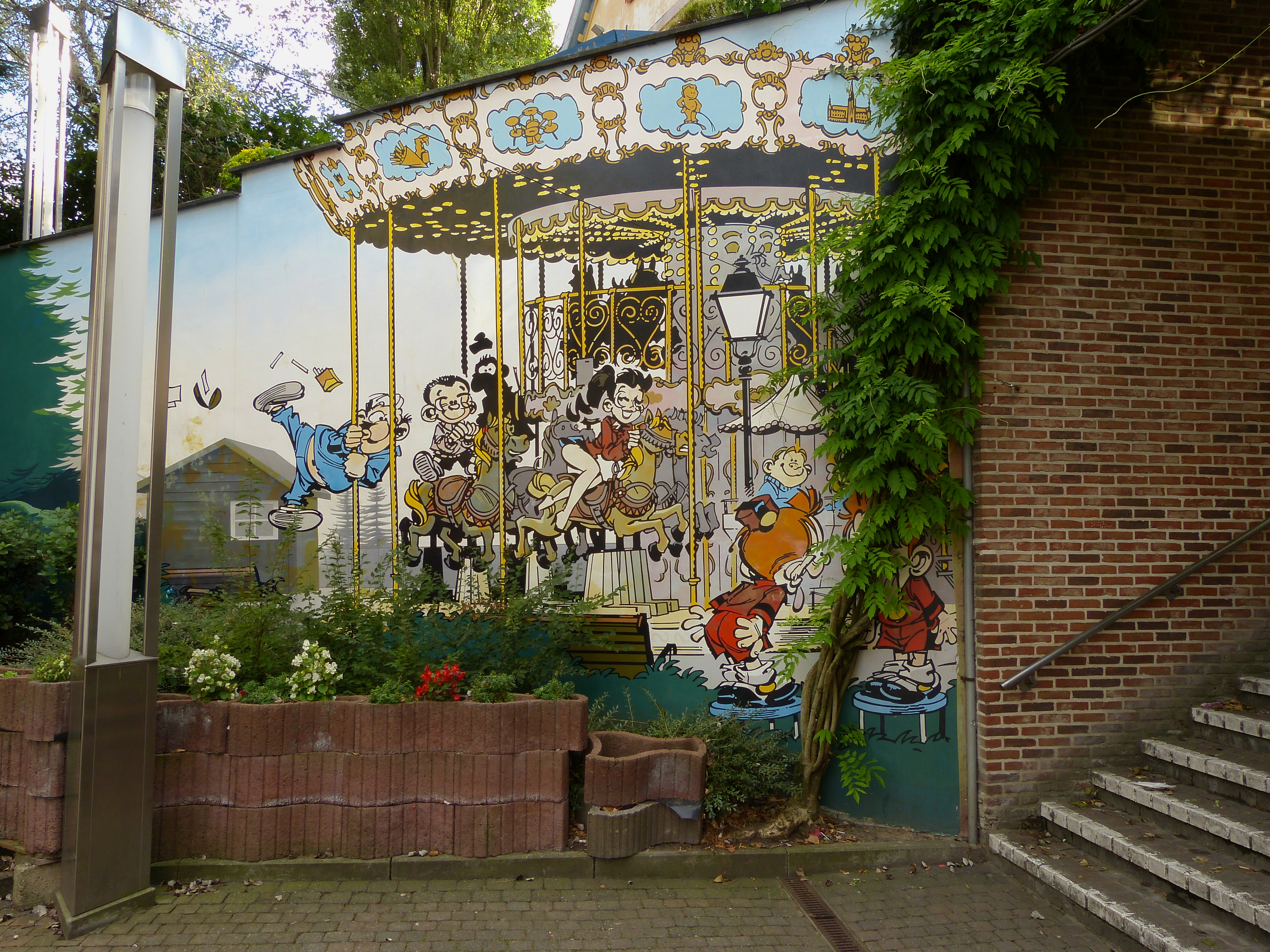
Le Petit Spirou. Comicwand in Brüssel, Parcours BD

Der kleine Spirou (französischer Originaltitel: Le petit Spirou) ist die Hauptfigur einer von Tome und Janry 1987 entwickelten gleichnamigen Comic-Serie von Einseitern und sechsseitigen Episoden, die von Stéphane de Becker koloriert wird.
Die Serie behandelt die Kindheit des bekannten Comichelden Spirou und dreht sich vor allem um die zentralen Themen, die Kinder beschäftigen. Sie hat ihren Ursprung in der Spirou-Episode „Jugendsünden“ (original: La jeunesse de Spirou) im gleichnamigen „Spirou und Fantasio“-Band Nr. 36 aus dem Jahr 1987.
Ursprünglich waren die Gags in einem 1950er-Jahre-Ambiente angesiedelt, um den Bezug zum „großen“ Spirou zu verdeutlichen. Durch ihren großen Erfolg verselbständigte sich die Serie jedoch und ist mittlerweile in der Gegenwart angekommen (Handys, aktuelle Mode usw.).

## Hauptfiguren

### Kinder
- Willy Meier (frz. Vertignasse, genannt Vert): Willy ist der beste Freund von Spirou.
- Susi Wilke (frz. Suzette): Sie ist die „Verlobte“ des kleinen Spirous und manchmal recht eigenwillig.
- Bulli (alias Theo Bullrich, frz. Nicolas Ponchelot): Er ist ein weiterer Freund von Spirou, der gerne isst und nach Spirous Einschätzung eines Tages platzen wird.
- Cassius (alias Cyprian Tutu, frz. Cassius alias Cyprien Futu): Ein ziemlich starker Freund afrikanischer Herkunft, dessen Vater der Schulkoch ist.

- Spacki (manchmal auch Michael A., frz. Masseur): Ein großer, aber nicht besonders schlauer Freund.
- Johannes-Baptist (frz. André-Baptiste Depérinconu): Ist er der verheimlichte Sohn des Pfarrers? Jedenfalls schaut er wie eine perfekte Kopie in jung aus.

### Erwachsene
- Turnlehrer Jahn (frz. Monsieur [Désiré] Mégot): Er ist zwar Sportlehrer, aber dennoch ein großer Anhänger von Bier und Zigaretten. Auch sonst kann man Gefallen an sportlichen Aktivitäten – dank seines Wanstes und des vielen Faulenzens –  nur schwer erkennen. Von den Kindern wird er sehr gehasst, da er sie ständig schikaniert.
- Pfarrer Hyazinth Steiner (frz. L'abbé Langelusse): Ein Pfarrer, der immer neue Ideen hat, wie er Gott preisen und die Seelen seiner Schützlinge retten kann, was meistens in Katastrophen endet.
- Fräulein Chiffre (frz. Mademoiselle Claudia Chiffre): Sie ist die hübsche Mathelehrerin Spirous. Bei ihren geheimen Dates mit Melchior Knieweich wird sie gerne von Spirou und seinen Freunden beobachtet. Ihr Originalname ist eine Anspielung auf das deutsche Model Claudia Schiffer.
- Melchior Knieweich (frz. Melchior Dugenou): Ein schüchterner und ungeschickter Lehrer mit großer Brille, der der (heimliche) Freund von Fräulein Chiffre ist. Nachts begibt er sich als „Spinnennetzmann“ auf Verbrechersuche.
- Opa (frz. Pépé Spirou): Er ist der liebste Erwachsene des kleinen Spirous, da er – trotz seines fortgeschrittenem Alters – sich immer noch sehr jugendlich benimmt und so Spirou besser als die anderen versteht.
- Fräulein Hermine (frz. Madame Gourmandine): Sie ist die Verlobte von Opa.
- Oma (frz. Grand-Mamy): Sie ist Spirous pessimistische und für ihr Alter recht „coole“ Oma, die er, wegen ihres schwierigen Charakters, nur selten besucht.
- Mama (frz. Maman Spirou): Spirous Mutter.

## Comic-Bände
Bislang sind 19 Bände erschienen. Die Comicbände werden in Deutschland seit 1990 vom Carlsen Verlag herausgebracht, zuerst in einer Sonderbandreihe (Bände 2–6), ab 1996 als eigene Serie.
| Band | Französische Ausgabe                 | Text  | Zeichnung | Jahr | Band | Deutsche Ausgabe                     | Jahr |
| ---- | ------------------------------------ | ----- | --------- | ---- | ---- | ------------------------------------ | ---- |
| 1    | Dis bonjour à la dame!               | Tome  | Janry     | 1990 | 2    | Bleib auf dem Teppich Spirou!        |      |
| 2    | Tu veux mon doigt?                   | Tome  | Janry     | 1991 | 3    | Pass doch auf, Spirou!               | 2001 |
| 3    | Mais qu'est-ce que tu fabriques?     | Tome  | Janry     | 1992 | 4    | Doktorspiele                         |      |
| 4    | C'est pour ton bien!                 | Tome  | Janry     | 1994 | 5    | Ich will doch nur dein Bestes!       | 2001 |
| 5    | "Merci" qui?                         | Tome  | Janry     | 1994 | 6    | Das macht doch nichts!               |      |
| 6    | N'oublie pas ta capuche!             | Tome  | Janry     | 1996 | 1    | ...und setz deine Mütze auf!         |      |
| 7    | Demande à ton père!                  | Tome  | Janry     | 1997 | 7    | Frag doch deinen Papa!               | 2001 |
| 8    | T'as qu'à t'retenir!                 | Tome  | Janry     | 1999 | 8    | Nur keine Panik!                     |      |
| 9    | C'est pas de ton âge!                | Tome  | Janry     | 2000 | 9    | Das ist nichts für dich!             |      |
| 10   | Tu comprendras quand tu s'ras grand! | Tome  | Janry     | 2001 | 10   | Das verstehst du, wenn du groß bist! | 2001 |
| 11   | Tu ne s'ras jamais grand!            | Tome  | Janry     | 2003 | 11   | Du wirst nie erwachsen!              | 2003 |
| 12   | C'est du joli!                       | Tome  | Janry     | 2005 | 12   | Schöne Aussichten                    | 2006 |
| 13   | Fais de beaux rêves!                 | Tome  | Janry     | 2007 | 13   | Träum schön!                         |      |
| 14   | Bien fait pour toi!                  | Tome  | Janry     | 2009 | 14   | Geschieht dir ganz recht!            |      |
| 15   | Tiens-toi droit!                     | Tome  | Janry     | 2010 | 15   | Halt dich gerade!                    | 2011 |
| 16   | T'es gonflé!                         | Tome  | Janry     | 2012 | 16   | Ganz schön aufgeblasen!              | 2013 |
| 17   | Tout le monde te regarde!            | Tome  | Janry     | 2015 | 17   | Benimm dich!                         | 2016 |
| 18   | La Vérité sur tout!                  | Tome  | Janry     | 2019 | 18   | Die Wahrheit über alles!             | 2020 |
| 19   | On parle pas la bouche pleine!       | Janry | Janry     | 2022 | 19   | Man spricht nicht mit vollem Mund!!  | 2023 |
| 20   | Y a pas de « mais » !                | Janry | Janry     | 2024 | 20   | Es gibt kein »Aber«!                 | 2025 |

## Verfilmung
Eine Realverfilmung des kleinen Spirous, bei dem Nicolas Bary Regie führte, erschien am 18. Oktober 2017 in den französischen und am 15. November 2018 in den deutschen Kinos.
In der Hauptrolle zu sehen ist Sacha Pinaud. Weitere Rollen haben François Damiens, Pierre Richard sowie Natacha Régnier. Susi wird von Lila Poulet-Berenfeld gespielt.